# Oroshigane

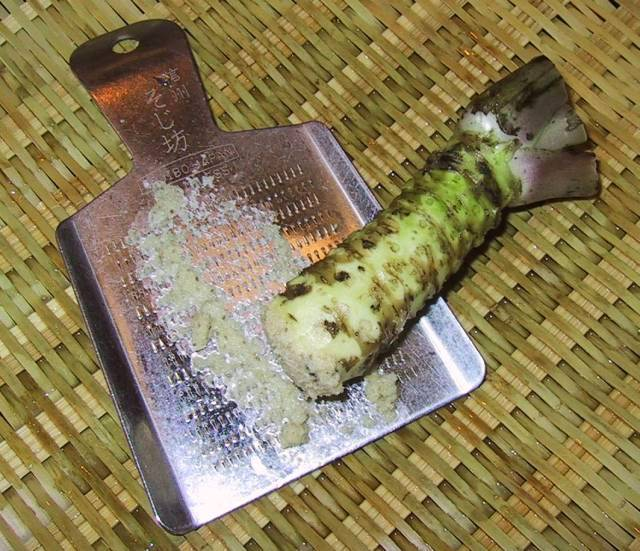
En bit wasabirot rivs på ett oroshigane av metall.

Oroshigane (おろし金), även känt som oroshiki, är ett specialtillverkat rivjärn för den japanska örtroten wasabi, eller generellt för växtdelar som är svåra att riva på normalt rivjärn. De skiljer sig från västerländska rivjärn, genom att inte har perforerande hål och åstadkomma en mycket mer finfördelad rivning. 